# Joueur par excellence (Ligue majeure de baseball)
Le Major League Baseball Most Valuable Player Award, souvent abrégé en MVP, désigne deux prix qui récompensent annuellement le joueur par excellence de la Ligue nationale de baseball et celui de la Ligue américaine de baseball, les deux composantes de la Ligue majeure de baseball.
Le premier prix de joueur par excellence a été remis en 1911. Les prix sont depuis 1931 votés par les membres de l'Association des chroniqueurs de baseball d'Amérique.

## Histoire
En 1910, deux frappeurs célèbres Napoleon Lajoie et Ty Cobb étaient à égalité pour le titre de champion de la moyenne au bâton. Le mécène du trophée, la Compagnie Automobile Chalmers, offrait une voiture au meilleur batteur de la saison pour chaque ligue. Lors du dernier match de la saison, les Cardinals de Saint-Louis ont permis à Lajoie de récupérer 7 coups sûrs sans contestation. En raison de la controverse, le titre de Joueur par excellence (Most Valuable Player) fut octroyé à la suite d'un vote des journalistes spécialisés, et pas simplement à celui qui avait la plus grande moyenne au bâton.
Depuis 1944, le prix s'appelle Kenesaw Mountain Landis Memorial Baseball Award, ainsi nommé en l'honneur de Kenesaw Mountain Landis, premier commissaire du baseball, décédé en 1944.

## Palmarès
Depuis l'année 1931, l'Association des chroniqueurs de baseball d'Amérique (en anglais BBWAA) élit un MVP par ligue à la suite d'un vote.
| Saison | Ligue nationale                                                                          | Ligue américaine                            |
| ------ | ---------------------------------------------------------------------------------------- | ------------------------------------------- |
| 1931   | Frankie Frisch, Cardinals de Saint-Louis, 2B                                             | Lefty Grove, Athletics de Philadelphie, L   |
| 1932   | Chuck Klein, Phillies de Philadelphie, V                                                 | Jimmie Foxx, Athletics de Philadelphie, 1B  |
| 1933   | Carl Hubbell, Giants de New York, L                                                      | Jimmie Foxx, Athletics de Philadelphie, 1B  |
| 1934   | Dizzy Dean, Cardinals de Saint-Louis, L                                                  | Mickey Cochrane, Tigers de Detroit, R       |
| 1935   | Gabby Hartnett, Cubs de Chicago, R                                                       | Hank Greenberg†, Tigers de Detroit, 1B      |
| 1936   | Carl Hubbell, Giants de New York, L                                                      | Lou Gehrig, Yankees de New York, 1B         |
| 1937   | Joe Medwick, Cardinals de Saint-Louis, V                                                 | Charlie Gehringer, Tigers de Detroit, 2B    |
| 1938   | Ernie Lombardi, Reds de Cincinnati, R                                                    | Jimmie Foxx, Red Sox de Boston, 1B          |
| 1939   | Bucky Walters, Reds de Cincinnati, L                                                     | Joe DiMaggio, Yankees de New York, V        |
| 1940   | Frank McCormick, Reds de Cincinnati, 1B                                                  | Hank Greenberg, Tigers de Detroit, V        |
| 1941   | Dolph Camilli, Dodgers de Brooklyn, 1B                                                   | Joe DiMaggio, Yankees de New York, V        |
| 1942   | Mort Cooper, Cardinals de Saint-Louis, L                                                 | Joe Gordon, Yankees de New York, 2B         |
| 1943   | Stan Musial, Cardinals de Saint-Louis, V                                                 | Spud Chandler, Yankees de New York, L       |
| 1944   | Marty Marion, Cardinals de Saint-Louis, AC                                               | Hal Newhouser, Tigers de Detroit, L         |
| 1945   | Phil Cavarretta, Cubs de Chicago, 1B                                                     | Hal Newhouser, Tigers de Detroit, L         |
| 1946   | Stan Musial, Cardinals de Saint-Louis, 1B                                                | Ted Williams, Red Sox de Boston, V          |
| 1947   | Bob Elliott, Braves de Boston, 3B                                                        | Joe DiMaggio, Yankees de New York, V        |
| 1948   | Stan Musial, Cardinals de Saint-Louis, V                                                 | Lou Boudreau, Indians de Cleveland, AC      |
| 1949   | Jackie Robinson, Dodgers de Brooklyn, 2B                                                 | Ted Williams, Red Sox de Boston, V          |
| 1950   | Jim Konstanty, Phillies de Philadelphie, L                                               | Phil Rizzuto, Yankees de New York, AC       |
| 1951   | Roy Campanella, Dodgers de Brooklyn, R                                                   | Yogi Berra, Yankees de New York, R          |
| 1952   | Hank Sauer, Cubs de Chicago, V                                                           | Bobby Shantz, Athletics de Philadelphie, L  |
| 1953   | Roy Campanella, Dodgers de Brooklyn, R                                                   | Al Rosen†, Indians de Cleveland, 3B         |
| 1954   | Willie Mays, Giants de New York, V                                                       | Yogi Berra, Yankees de New York, R          |
| 1955   | Roy Campanella, Dodgers de Brooklyn, R                                                   | Yogi Berra, Yankees de New York, R          |
| 1956   | Don Newcombe, Dodgers de Brooklyn, L                                                     | Mickey Mantle†, Yankees de New York, V      |
| 1957   | Hank Aaron, Braves de Milwaukee, V                                                       | Mickey Mantle, Yankees de New York, V       |
| 1958   | Ernie Banks, Cubs de Chicago, AC                                                         | Jackie Jensen, Red Sox de Boston, V         |
| 1959   | Ernie Banks, Cubs de Chicago, AC                                                         | Nellie Fox, White Sox de Chicago, 2B        |
| 1960   | Dick Groat, Pirates de Pittsburgh, AC                                                    | Roger Maris, Yankees de New York, V         |
| 1961   | Frank Robinson, Reds de Cincinnati, V                                                    | Roger Maris, Yankees de New York, V         |
| 1962   | Maury Wills, Dodgers de Los Angeles, AC                                                  | Mickey Mantle, Yankees de New York, V       |
| 1963   | Sandy Koufax, Dodgers de Los Angeles, L                                                  | Elston Howard, Yankees de New York, R       |
| 1964   | Ken Boyer, Cardinals de Saint-Louis, 3B                                                  | Brooks Robinson, Orioles de Baltimore, 3B   |
| 1965   | Willie Mays, Giants de San Francisco, V                                                  | Zoilo Versalles, Twins du Minnesota, AC     |
| 1966   | Roberto Clemente, Pirates de Pittsburgh, V                                               | Frank Robinson†, Orioles de Baltimore, V    |
| 1967   | Orlando Cepeda†, Cardinals de Saint-Louis, 1B                                            | Carl Yastrzemski, Red Sox de Boston, V      |
| 1968   | Bob Gibson, Cardinals de Saint-Louis, L                                                  | Denny McLain†, Tigers de Detroit, L         |
| 1969   | Willie McCovey, San Francisco Giants, 1B                                                 | Harmon Killebrew, Twins du Minnesota, 3B    |
| 1970   | Johnny Bench, Reds de Cincinnati, R                                                      | Boog Powell, Orioles de Baltimore, 1B       |
| 1971   | Joe Torre, Cardinals de Saint-Louis, 3B                                                  | Vida Blue, Athletics d'Oakland, L           |
| 1972   | Johnny Bench, Reds de Cincinnati, R                                                      | Dick Allen, White Sox de Chicago, 1B        |
| 1973   | Pete Rose, Reds de Cincinnati, V                                                         | Reggie Jackson†, Athletics d'Oakland, V     |
| 1974   | Steve Garvey, Dodgers de Los Angeles, 1B                                                 | Jeff Burroughs, Rangers du Texas, V         |
| 1975   | Joe Morgan, Reds de Cincinnati, 2B                                                       | Fred Lynn, Red Sox de Boston, V             |
| 1976   | Joe Morgan, Reds de Cincinnati, 2B                                                       | Thurman Munson, Yankees de New York, R      |
| 1977   | George Foster, Reds de Cincinnati, V                                                     | Rod Carew, Twins du Minnesota, 1B           |
| 1978   | Dave Parker, Pirates de Pittsburgh, V                                                    | Jim Rice, Red Sox de Boston, V              |
| 1979   | Keith Hernandez, Cardinals de Saint-Louis, 1B Willie Stargell, Pirates de Pittsburgh, 1B | Don Baylor, Angels de la Californie, FD     |
| 1980   | Mike Schmidt†, Phillies de Philadelphie, 3B                                              | George Brett, Royals de Kansas City, 3B     |
| 1981   | Mike Schmidt, Phillies de Philadelphie, 3B                                               | Rollie Fingers, Brewers de Milwaukee, L     |
| 1982   | Dale Murphy, Braves d'Atlanta, V                                                         | Robin Yount, Brewers de Milwaukee, AC       |
| 1983   | Dale Murphy, Braves d'Atlanta, V                                                         | Cal Ripken, Jr., Orioles de Baltimore, AC   |
| 1984   | Ryne Sandberg, Cubs de Chicago, 2B                                                       | Willie Hernandez, Tigers de Detroit, L      |
| 1985   | Willie McGee, Cardinals de Saint-Louis, V                                                | Don Mattingly, Yankees de New York, 1B      |
| 1986   | Mike Schmidt, Phillies de Philadelphie, 3B                                               | Roger Clemens, Red Sox de Boston, L         |
| 1987   | Andre Dawson, Cubs de Chicago, V                                                         | George Bell, Blue Jays de Toronto, V        |
| 1988   | Kirk Gibson, Dodgers de Los Angeles, V                                                   | Jose Canseco†, Athletics d'Oakland, V       |
| 1989   | Kevin Mitchell, Giants de San Francisco, V                                               | Robin Yount, Brewers de Milwaukee, V        |
| 1990   | Barry Bonds, Pirates de Pittsburgh, V                                                    | Rickey Henderson, Athletics d'Oakland, V    |
| 1991   | Terry Pendleton, Braves d'Atlanta, 3B                                                    | Cal Ripken, Jr., Orioles de Baltimore, AC   |
| 1992   | Barry Bonds, Pirates de Pittsburgh, V                                                    | Dennis Eckersley, Athletics d'Oakland, L    |
| 1993   | Barry Bonds, Giants de San Francisco, V                                                  | Frank Thomas†, White Sox de Chicago, 1B     |
| 1994   | Jeff Bagwell†, Astros de Houston, 1B                                                     | Frank Thomas, White Sox de Chicago, 1B      |
| 1995   | Barry Larkin, Reds de Cincinnati, AC                                                     | Mo Vaughn, Red Sox de Boston, 1B            |
| 1996   | Ken Caminiti†, Padres de San Diego, 3B                                                   | Juan González, Rangers du Texas, V          |
| 1997   | Larry Walker, Rockies du Colorado, V                                                     | Ken Griffey Jr.†, Mariners de Seattle, V    |
| 1998   | Sammy Sosa, Cubs de Chicago, V                                                           | Juan González, Rangers du Texas, V          |
| 1999   | Chipper Jones, Braves d'Atlanta, 3B                                                      | Iván Rodríguez, Rangers du Texas, R         |
| 2000   | Jeff Kent, Giants de San Francisco, 2B                                                   | Jason Giambi, Athletics d'Oakland, 1B       |
| 2001   | Barry Bonds, Giants de San Francisco, V                                                  | Ichiro Suzuki, Mariners de Seattle, V       |
| 2002   | Barry Bonds†, Giants de San Francisco, V                                                 | Miguel Tejada, Athletics d'Oakland, AC      |
| 2003   | Barry Bonds, Giants de San Francisco, V                                                  | Alex Rodriguez, Rangers du Texas, AC        |
| 2004   | Barry Bonds, Giants de San Francisco, V                                                  | Vladimir Guerrero, Angels d'Anaheim, V      |
| 2005   | Albert Pujols, Cardinals de Saint-Louis, 1B                                              | Alex Rodriguez, Yankees de New York, 3B     |
| 2006   | Ryan Howard, Phillies de Philadelphie, 1B                                                | Justin Morneau, Twins du Minnesota, V       |
| 2007   | Jimmy Rollins, Phillies de Philadelphie, AC                                              | Alex Rodriguez, Yankees de New York, 3B     |
| 2008   | Albert Pujols, Cardinals de Saint-Louis, 1B                                              | Dustin Pedroia, Red Sox de Boston, 2B       |
| 2009   | Albert Pujols†, Cardinals de Saint-Louis, 1B                                             | Joe Mauer, Twins du Minnesota, R            |
| 2010   | Joey Votto, Reds de Cincinnati, 1B                                                       | Josh Hamilton, Rangers du Texas, V          |
| 2011   | Ryan Braun, Brewers de Milwaukee, V                                                      | Justin Verlander, Tigers de Détroit, L      |
| 2012   | Buster Posey, Giants de San Francisco, R                                                 | Miguel Cabrera, Tigers de Détroit, 3B       |
| 2013   | Andrew McCutchen, Pirates de Pittsburgh, V                                               | Miguel Cabrera, Tigers de Détroit, 3B       |
| 2014   | Clayton Kershaw, Dodgers de Los Angeles, L                                               | Mike Trout†, Angels de Los Angeles, V       |
| 2015   | Bryce Harper†, Nationals de Washington, V                                                | Josh Donaldson, Blue Jays de Toronto, 3B    |
| 2016   | Kris Bryant, Cubs de Chicago, 3B                                                         | Mike Trout, Angels de Los Angeles, V        |
| 2017   | Giancarlo Stanton, Marlins de Miami, V                                                   | José Altuve, Astros de Houston, 2B          |
| 2018   | Christian Yelich, Brewers de Milwaukee, V                                                | Mookie Betts, Red Sox de Boston, V          |
| 2019   | Cody Bellinger, Dodgers de Los Angeles, V                                                | Mike Trout, Angels de Los Angeles, V        |
| 2020   | Freddie Freeman, Braves d'Atlanta, 1B                                                    | José Abreu, White Sox de Chicago, 1B        |
| 2021   | Bryce Harper, Phillies de Philadelphie, V                                                | Shohei Ohtani†, Angels de Los Angeles, DH/L |
| 2022   | Paul Goldschmidt, Cardinals de Saint-Louis, 1B                                           | Aaron Judge, Yankees de New York, V         |
| 2023   | Ronald Acuña Jr.†, Braves d'Atlanta, V                                                   | Shohei Ohtani†, Angels de Los Angeles, DH/L |
| 2024   | Shohei Ohtani†, Dodgers de Los Angeles, DH                                               | Aaron Judge†, Yankees de New York, V        |

† Décision unanime.

### Classement par nombre de trophées remportés
| Joueur          | Prix remportés | Années                 |
| --------------- | -------------- | ---------------------- |
| Barry Bonds     | 7              | 1990, 1992-93, 2001-04 |
| Yogi Berra      | 3              | 1951, 1954-55          |
| Roy Campanella  | 3              | 1951, 1953, 1955       |
| Joe DiMaggio    | 3              | 1939, 1941, 1947       |
| Jimmie Foxx     | 3              | 1932-33, 1938          |
| Mickey Mantle   | 3              | 1956-57, 1962          |
| Stan Musial     | 3              | 1943, 1946, 1948       |
| Shohei Ohtani   | 3              | 2021, 2023, 2024       |
| Albert Pujols   | 3              | 2005, 2008, 2009       |
| Alex Rodriguez  | 3              | 2003, 2005, 2007       |
| Mike Schmidt    | 3              | 1980-81, 1986          |
| Mike Trout      | 3              | 2014, 2016, 2019       |
| Ernie Banks     | 2              | 1958-59                |
| Johnny Bench    | 2              | 1970, 1972             |
| Miguel Cabrera  | 2              | 2012, 2013             |
| Hank Greenberg  | 2              | 1935, 1940             |
| Juan González   | 2              | 1996, 1998             |
| Bryce Harper    | 2              | 2015, 2021             |
| Carl Hubbell    | 2              | 1933, 1936             |
| Aaron Judge     | 2              | 2022, 2024             |
| Roger Maris     | 2              | 1960-61                |
| Willie Mays     | 2              | 1954, 1965             |
| Joe Morgan      | 2              | 1975-76                |
| Dale Murphy     | 2              | 1982-83                |
| Hal Newhouser   | 2              | 1944-45                |
| Cal Ripken, Jr. | 2              | 1983, 1991             |
| Frank Robinson  | 2              | 1961, 1966             |
| Frank Thomas    | 2              | 1993-94                |
| Ted Williams    | 2              | 1946, 1949             |
| Robin Yount     | 2              | 1982, 1989             |

### Classement par équipes
Mis à jour après la saison 2024.
| Équipe                                                   | Prix |
| -------------------------------------------------------- | ---- |
| Yankees de New York                                      | 24   |
| Cardinals de Saint-Louis                                 | 21   |
| Dodgers de Brooklyn / Dodgers de Los Angeles             | 15   |
| Giants de New York / Giants de San Francisco             | 14   |
| Athletics de Philadelphie, de Kansas City et d'Oakland   | 13   |
| Red Sox de Boston                                        | 12   |
| Reds de Cincinnati                                       | 12   |
| Tigers de Détroit                                        | 12   |
| Cubs de Chicago                                          | 11   |
| Braves de Boston, de Milwaukee et d'Atlanta              | 9    |
| Phillies de Philadelphie                                 | 8    |
| Pirates de Pittsburgh                                    | 8    |
| Senators et Nationals de Washington / Twins du Minnesota | 8    |
| Angels de la Californie, d'Anaheim et de Los Angeles     | 7    |
| Browns de Saint-Louis / Orioles de Baltimore             | 6    |
| Rangers du Texas                                         | 6    |
| White Sox de Chicago                                     | 5    |
| Brewers de Milwaukee                                     | 5    |
| Indians et Guardians de Cleveland                        | 3    |
| Astros de Houston                                        | 2    |
| Mariners de Seattle                                      | 2    |
| Blue Jays de Toronto                                     | 2    |
| Rockies du Colorado                                      | 1    |
| Royals de Kansas City                                    | 1    |
| Marlins de Miami                                         | 1    |
| Padres de San Diego                                      | 1    |
| Nationals de Washington                                  | 1    |